# روني كوب
روني كوب (بالإنجليزية: Ronnie Cope)‏ هو لاعب كرة قدم بريطاني في مركز الوسط، ولد في 5 أكتوبر 1934 في كرو (تشيشير) في المملكة المتحدة، وتوفي في سبتمبر 2016. لعب مع مانشستر يونايتد ونادي لوتون تاون.